# TEE L'Oiseau Bleu
Il treno Oiseau Bleu, dal nome della opera L'Oiseau bleu del commediografo belga Maurice Maeterlinck, fu istituito nel 1929 tra Anversa e Parigi.